# Avan (Aragatsotn)
Avan (in armeno Ավան?) è un comune dell'Armenia di 915 abitanti (2001) della provincia di Aragatsotn;  Il paese è sede della chiesa di Surb Astvatsatsin, poco lontana dalla strada principale a fianco del cimitero, contenente molti khachkar datati dal XIII al XVIII secolo. Dall'altro lato si trova una base gradinata con un pilastro rotto di un monumento funerario del V-VI secolo; un'iscrizione consumata potrebbe trovarsi sul secondo e terzo gradino. C'è una chiesa di recente costruzione anch'essa dedicata a Surb Astvatsatsin presso il centro del paese, che si dice sia stata costruita su vecchie fondamenta: entrambe le chiese sono intitolate a Surb Astvatsatsin, ma una di esse potrebbe in effetti essere la chiesa di S. Hovhannes; si dice che siano state edificate per la prima volta nel V-VI secolo, ricostruite nel XIII e distrutte dal terremoto del 1679.

## Galleria d'immagini

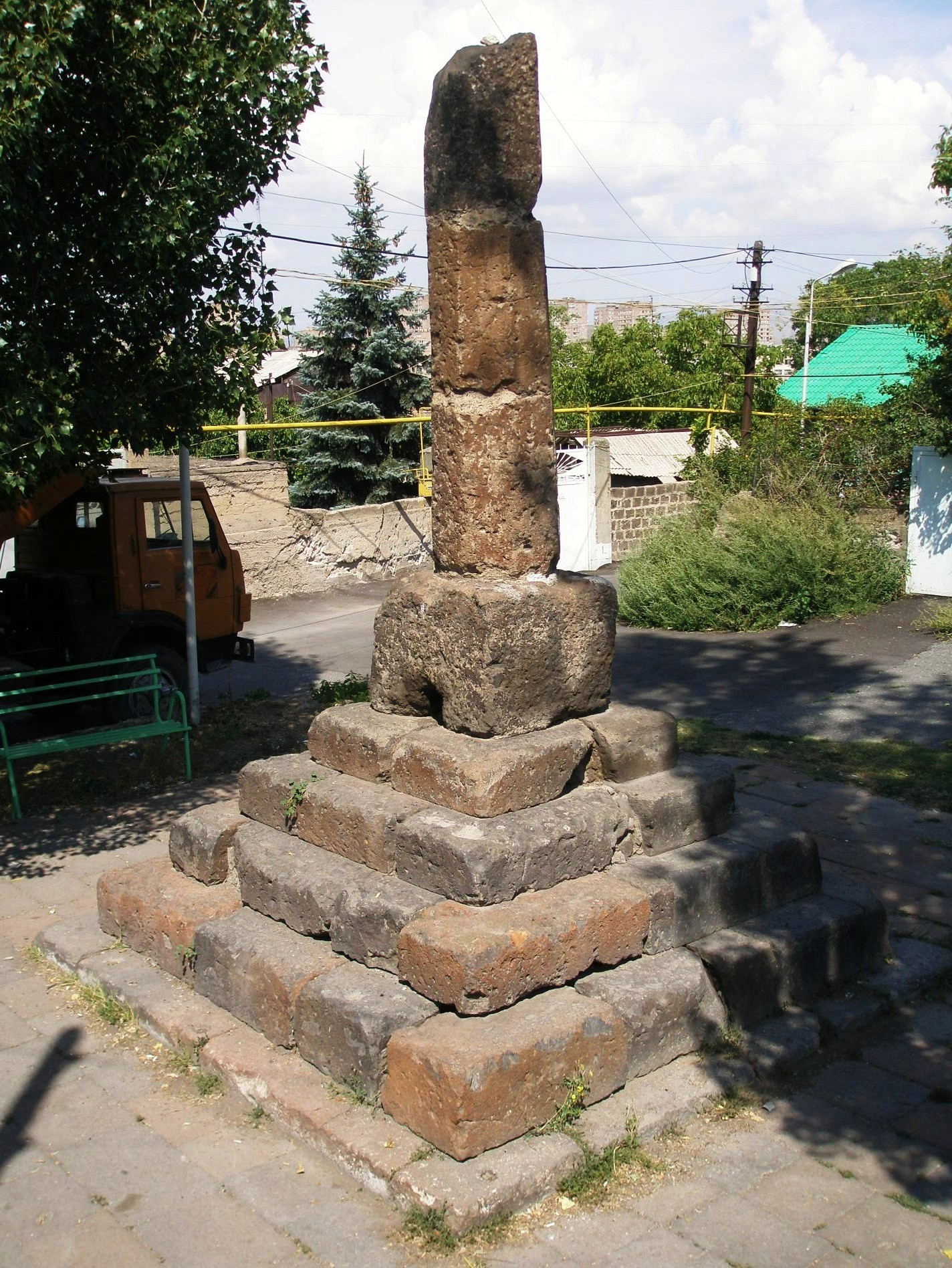
Base a gradini e pilastro rotto di monumento funerario del V-VI secolo